# TP de Oro
Il TP de Oro è un premio spagnolo, organizzato dalla rivista Teleprograma e conferito dal 1973 per rendere onore ai programmi e alle personalità della tv spagnola, ma anche straniera. Il TP de Oro è considerato il premio spagnolo più prestigioso in ambito televisivo, pari all'italiano Telegatto.